# Montgomery Field
Pour les articles homonymes, voir Montgomery.

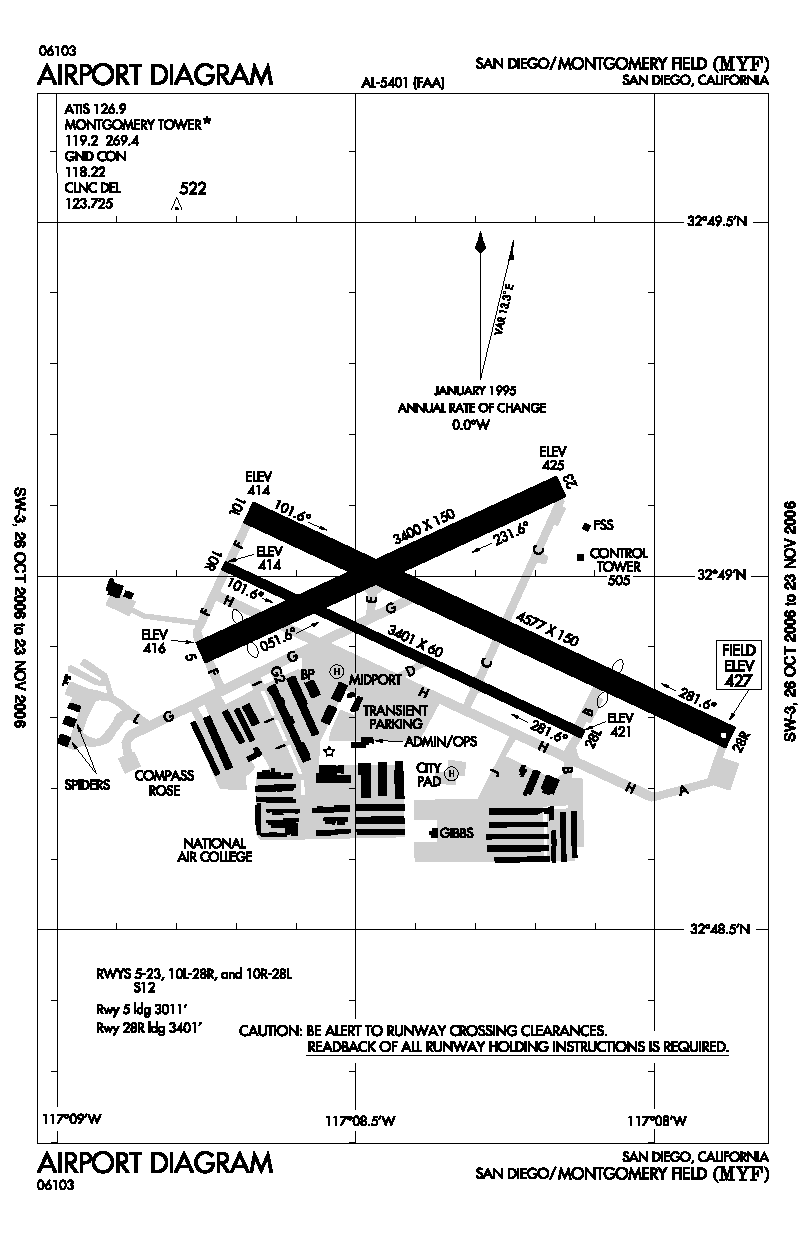
Plan de l'aéroport de Montgomery

Le Montgomery Field (IATA: MYF, ICAO: KMYF, FAA LID: MYF) est un aéroport de la ville de San Diego en Californie.
Il dispose de trois pistes, 10L/28R (1 395 m), 10R/28L (1 037 m), et 05/23 (1 036 m). Il a été ouvert en juin 1940 sous le nom de Gibbs Field. Il sert de base aux forces aériennes américaines durant la Seconde Guerre mondiale.